# Karl Folwarczny
Karl Folwarczny (ur. 1832, zm. 4 października 1875 w Gries-Quirein) – austriacki lekarz.

## Życiorys
Studiował medycynę w Wiedniu pod kierunkiem Johanna Floriana Hellera, od 1860 był starszym lekarzem w 55 pułku piechoty, a następnie w Szpitalu Wojskowym nr. 1. Później przyjął stanowisko asystenta w laboratorium medyczno-chemicznym Uniwersytetu Wiedeńskiego, którym kierował J.F. Heller. W 1863 został mianowany profesorem, wykładał chemię fizjologiczną i patologiczną. Od 1864 był adiunktem na Uniwersytecie w Grazu, walczył podczas wojny francusko-pruskiej, a po jej zakończeniu został dyrektorem sanatorium w Gries. 
Od 1858 prowadził badania nad zawartością kwasu mlekowego w krwi, a także nad ilością litu zawartego w ludzkich prochach pozostałych po kremacji ciała. 

## Publikacje
- Chemische Untersuchung des leukämischen Blutes. In: Zeitschrift der kaiserlich-königlichen Gesellschaft der Aerzte zu Wien. Nr. 32, 1858, s. 497/98.
- Beiträge zur acuten Leberatrophie. Vom klinischen und patho-chemischen Standpunkte. In: Zeitschrift der kaiserlich-königlichen Gesellschaft der Aerzte zu Wien. Nr. 39, 40 und 41, 1858. s. 605–611, 621–628, 637–639 (współautor Th. Pleischl).
- Handbuch der physiologischen Chemie mit Rücksicht auf pathologische Chemie und analytische Methoden.
- Der klimatische Kurort Gries bei Bozen. In: Vierteljahrsschrift für Klimatologie. 1876, 1, s. 292.